# Ferdinand Nahimana
Ferdinand Nahimana (Comuna de Gatonde, 15 de julio de 1950) es un historiador de Ruanda, condenado por participar en el genocidio de Ruanda.
Nahimana fue cofundador de la estación de radio Radio Télévision Libre des Mille Collines, que un poco antes y durante el genocidio transmitió información y propaganda que ayudó a coordinar asesinatos y avivar el odio contra los Tutsi y los Hutus moderados.

## Vida personal
Ferdinand Nahimana nació el 15 de julio en la comuna de Gatonde, en la Prefectura de Ruhengeri. Está casado y tiene cuatro hijos.
Tiene un Doctorado en Historia de la Universidad de París VII Denis Diderot. Entre 1979 y 2007, publicó muchos libros y artículos sobre la historia de Ruanda.

## Genocidio de Ruanda
Según los términos de los Acuerdos de Arusha, fue nominado como Ministro de Educación Superior para la Cultura y la Investigación Científica. Fue considerado como ideólogo del movimiento "Poder hutu" en Ruanda, y miembro del círculo íntimo del presidente Habyarimana. Nahimana cofundó el partido Coalición para la Defensa de la República.
Entre 1979 y 1994, se dice que Nahimana escribió y publicó artículos que alentaron un levantamiento contra los Tutsis y los Hutus moderados.
Habiendo sido despedido de Radio Nacional de Ruanda en 1993, participó en la creación de la "Radio Televisión Libre de Mil Collines (RTLM)", y de acuerdo con el Tribunal Penal Internacional para Ruanda (ICTR) , se convirtió en su director. Debido a esta participación, fue acusado de haber "alentado directamente" los asesinatos. Entre abril de 1993 y el 31 de julio de 1994, Ferdinand Nahimana fue acusado de haber planeado, dirigido y apoyado las transmisiones de la "Radio Televisión Libre de Mil Collines". El fiscal del TPIR alegó que "él estaba al tanto de los programas y el efecto que estos tenían en la población".
Fue acusado además de haber organizado, con la ayuda de su hermano, reuniones entre el MRND y el ejército Interahamwe en la Prefectura de Ruhengeri, con la intención de discutir los asesinatos de Tutsis y Hutus.
En abril de 1994, cuando estalló la violencia en Ruanda después de la muerte del presidente Juvénal Habyarimana en un accidente aéreo, la embajada de Francia acogió a  Nahimana y lo ayudó a escapar a Burundi . Más tarde fue arrestado en Camerún el 27 de marzo de 1996. Nahimana regresó a Ruanda luego de la Operación Turquesa a través de Zaire. Finalmente Nahimana fue arrestada en Camerún el 26 de marzo de 1996.

## Juicio y sentencia
Nahimana fue procesada en el Tribunal Penal Internacional para Ruanda, junto a otras dos personas que habían estado involucrados con el RTLM: Hassan Ngeze y Jean Bosco Barayagwiza. Nahimana se declaró inocente y negó tener el control editorial de las transmisiones de RTLM durante los asesinatos: "No pude reconocer la RTLM de aquellos días  antes del 6 de abril. Se la habían apropiado los radicales,lo que ahora se llama extremistas, cuya forma de ver y hacer cosas yo no compartía".
Los "juicios Odio a los medios" recibieron atención ya que era la primera vez desde los juicios de Nuremberg que un discurso de odio había sido procesado como un crimen de guerra. El 3 de diciembre de 2003, Ferdinand Nahimana fue sentenciado a cadena perpetua, culpable de genocidio, conspiración para cometer genocidio, incitación, directa y públicamente, para cometer genocidio, complicidad en genocidio y crímenes contra la humanidad. Hassan Ngeze también recibió una cadena perpetua y Jean Bosco Barayagwiza fue sentenciado a 35 años de prisión. 
A pesar del posible impacto negativo en la libertad de prensa, la organización Reporteros sin Fronteras acogió con beneplácito el resultado del juicio.
Nahimana, fundador de Radio Télévision Libre des Mille collines (RTLM) fue condenado por su responsabilidad como funcionario de alto rango en la radio a partir del 6 de abril de 1994, fecha en la que ya no ejerció ningún papel, según su abogado francés Jean-Marie. Biju Duval.
El historiador ruandés fue condenado por no haber hecho nada para detener el contenido que incitaba al crimen de los programas de radio RTLM después del 6 de abril de 1994, ya que tenía, según la sentencia, una autoridad sobre el personal de la estación de radio.
Ferdinand Nahimana apeló su condena, y el juicio ante la Cámara de Apelaciones se inició el 16 de enero de 2007. El 28 de noviembre de 2007, la Cámara de Apelaciones redujo su pena a prisión de 30 años. La Cámara de Apelaciones revocó algunas de sus condenas, en particular las relacionadas con eventos que tuvieron lugar antes de 1994. La Cámara de Apelaciones también revocó la conclusión inicial de que había habido un acuerdo entre el RTLM, el CDR y Kangura para ayudar a cometer genocidio. Por lo tanto, revocó los cargos contra Nahimana en virtud del Artículo 6(1) de los estatutos, pero confirmó los del Artículo 6 (3), es decir, los de "incitar directa y públicamente a la comisión del genocidio y la persecución como un crimen contra la humanidad" mediante las transmisiones RTLM después del 6 de abril de 1994.
En diciembre de 2008, fue trasladado de Arusha (Tanzania) a Mali (en África occidental).

### Controversia sobre la convicción
Un libro de 2010 escrito por el periodista e historiador Hervé Deguine argumenta que los motivos invocados en el juicio de Nahimana se basaron en muy poca evidencia, excepto que él fundó y fue uno de los propietarios de la estación de radio, exponiendo argumentos y pruebas circunstanciales en contra de su condena. Concluye su libro afirmando que, sobre la base de pruebas judiciales, Nahimana debe ser puesto en libertad.